# Okręg wyborczy nr 35 do Senatu Rzeczypospolitej Polskiej (2001–2011)
Okręg wyborczy nr 35 do Senatu Rzeczypospolitej Polskiej obejmował w latach 2001–2011 obszar miast na prawach powiatu Kalisza i Leszna oraz powiatów gostyńskiego, jarocińskiego, kaliskiego, kępińskiego, kościańskiego, krotoszyńskiego, leszczyńskiego, ostrowskiego, ostrzeszowskiego, pleszewskiego i rawickiego (województwo wielkopolskie). Wybierano w nim 3 senatorów na zasadzie większości względnej.
Powstał w 2001, jego obszar należał wcześniej do okręgów obejmujących województwa kaliskie i leszczyńskie oraz część województwa poznańskiego. Zniesiony został w 2011, na jego obszarze utworzono nowe okręgi nr 94, 95 i 96.
Siedzibą okręgowej komisji wyborczej był Kalisz.

## Reprezentanci okręgu
| Rok  | Senator komitet wyborczy                     | Senator komitet wyborczy                                      | Senator komitet wyborczy                     | Senator komitet wyborczy                                     | Senator komitet wyborczy                     | Senator komitet wyborczy                                         |
| ---- | -------------------------------------------- | ------------------------------------------------------------- | -------------------------------------------- | ------------------------------------------------------------ | -------------------------------------------- | ---------------------------------------------------------------- |
| 2001 |                                              | Genowefa Ferenc KKW Sojusz Lewicy Demokratycznej – Unia Pracy |                                              | Zbigniew Kulak KKW Sojusz Lewicy Demokratycznej – Unia Pracy |                                              | Andrzej Spychalski KKW Sojusz Lewicy Demokratycznej – Unia Pracy |
| 2005 |                                              | Zbigniew Trybuła Prawo i Sprawiedliwość                       |                                              | Mariusz Witczak Platforma Obywatelska RP                     |                                              | Mirosław Adamczak Samoobrona Rzeczpospolitej Polskiej            |
| 2007 | Piotr Kaleta Prawo i Sprawiedliwość          |                                                               | Małgorzata Adamczak Platforma Obywatelska RP | Mariusz Witczak Platforma Obywatelska RP                     |                                              |                                                                  |
| 2011 | okręg zniesiony, patrz okręgi nr 94, 95 i 96 | okręg zniesiony, patrz okręgi nr 94, 95 i 96                  | okręg zniesiony, patrz okręgi nr 94, 95 i 96 | okręg zniesiony, patrz okręgi nr 94, 95 i 96                 | okręg zniesiony, patrz okręgi nr 94, 95 i 96 | okręg zniesiony, patrz okręgi nr 94, 95 i 96                     |

## Wyniki wyborów
Symbolem „●” oznaczono senatorów ubiegających się o reelekcję.

### Wybory parlamentarne 2001
| Kandydat                                              | Kandydat                  | Komitet wyborczy                                       | Głosów  |
| ----------------------------------------------------- | ------------------------- | ------------------------------------------------------ | ------- |
|                                                       | Genowefa Ferenc●          | KKW Sojusz Lewicy Demokratycznej – Unia Pracy          | 121 652 |
|                                                       | Zbigniew Kulak●           | KKW Sojusz Lewicy Demokratycznej – Unia Pracy          | 94 940  |
|                                                       | Andrzej Spychalski        | KKW Sojusz Lewicy Demokratycznej – Unia Pracy          | 81 077  |
|                                                       | Halina Marszał-Sroczyńska | KWW Halina Marszał-Sroczyńska Niezależnym Senatorem RP | 73 943  |
|                                                       | Elżbieta Barys            | Liga Polskich Rodzin                                   | 60 503  |
|                                                       | Bogdan Dziuba             | Samoobrona Rzeczpospolitej Polskiej                    | 54 126  |
|                                                       | Józef Gryszka             | Polskie Stronnictwo Ludowe                             | 48 823  |
|                                                       | Zdzisław Maćkowiak        | Polskie Stronnictwo Ludowe                             | 40 100  |
|                                                       | Włodzimierz Lehmann       | Polskie Stronnictwo Ludowe                             | 38 090  |
|                                                       | Andrzej Krzak●            | KWW Blok Senat 2001                                    | 38 032  |
|                                                       | Edward Szczucki           | KWW Blok Senat 2001                                    | 27 284  |
|                                                       | Roman Skrzypczak●         | KWW Blok Senat 2001                                    | 24 417  |
|                                                       | Mariusz Gramala           | KWW Mariusz Gramala Senator Niezależny                 | 18 161  |
|                                                       | Magdalena Michalak        | Polska Unia Gospodarcza                                | 14 587  |
|                                                       | Ryszard Kaden             | Konserwatywno-Liberalna Partia Unia Polityki Realnej   | 9396    |
| Frekwencja: 49,98% Źródło: Państwowa Komisja Wyborcza |                           |                                                        |         |

*Genowefa Ferenc i Andrzej Krzak reprezentowali w Senacie IV kadencji (1997–2001) województwo kaliskie, Zbigniew Kulak i Roman Skrzypczak byli wcześniej przedstawicielami województwa leszczyńskiego.

### Wybory parlamentarne 2005
| Kandydat                                              | Kandydat              | Komitet wyborczy                                                        | Głosów |
| ----------------------------------------------------- | --------------------- | ----------------------------------------------------------------------- | ------ |
|                                                       | Zbigniew Trybuła      | Prawo i Sprawiedliwość                                                  | 75 683 |
|                                                       | Mariusz Witczak       | Platforma Obywatelska RP                                                | 61 613 |
|                                                       | Mirosław Adamczak     | Samoobrona Rzeczpospolitej Polskiej                                     | 52 468 |
|                                                       | Genowefa Ferenc●      | Sojusz Lewicy Demokratycznej                                            | 51 947 |
|                                                       | Rafał Skoczylas       | Liga Polskich Rodzin                                                    | 49 146 |
|                                                       | Tadeusz Pelc          | Platforma Obywatelska RP                                                | 47 840 |
|                                                       | Kazimierz Obsadny     | Samoobrona Rzeczpospolitej Polskiej                                     | 41 272 |
|                                                       | Zdzisław Maćkowiak    | Polskie Stronnictwo Ludowe                                              | 37 611 |
|                                                       | Andrzej Wojtyła       | KWW Kandydata do Senatu Andrzeja Wojtyły                                | 32 528 |
|                                                       | Janusz Maruwka        | Sojusz Lewicy Demokratycznej                                            | 24 866 |
|                                                       | Krzysztof Dąbrowski   | Socjaldemokracja Polska                                                 | 18 944 |
|                                                       | Mariusz Chlebowski    | Socjaldemokracja Polska                                                 | 16 104 |
|                                                       | Grzegorz Kuświk       | KWW Niezależnego Kandydata na Senatora Grzegorza Kuświka „Nasza Polska” | 14 748 |
|                                                       | Jerzy Paszkowiak      | Socjaldemokracja Polska                                                 | 11 635 |
|                                                       | Artur Dembny          | Partia Demokratyczna – demokraci.pl                                     | 10 641 |
|                                                       | Stanisław Martuzalski | KWW O lepszą Polskę                                                     | 8658   |
|                                                       | Włodzimierz Muth      | KWW „Jednomandatowe Okręgi Wyborcze”                                    | 7148   |
|                                                       | Jan Juszczak          | Inicjatywa RP                                                           | 5479   |
|                                                       | Tadeusz Paczesny      | Polska Partia Narodowa                                                  | 2998   |
| Frekwencja: 38,52% Źródło: Państwowa Komisja Wyborcza |                       |                                                                         |        |

### Wybory parlamentarne 2007
| Kandydat                                              | Kandydat            | Komitet wyborczy                      | Głosów  |
| ----------------------------------------------------- | ------------------- | ------------------------------------- | ------- |
|                                                       | Małgorzata Adamczak | Platforma Obywatelska RP              | 138 502 |
|                                                       | Mariusz Witczak●    | Platforma Obywatelska RP              | 123 876 |
|                                                       | Piotr Kaleta        | Prawo i Sprawiedliwość                | 88 977  |
|                                                       | Genowefa Ferenc     | KKW Lewica i Demokraci SLD+SDPL+PD+UP | 75 792  |
|                                                       | Jan Mosiński        | Prawo i Sprawiedliwość                | 74 350  |
|                                                       | Zbigniew Trybuła●   | Prawo i Sprawiedliwość                | 71 231  |
|                                                       | Seweryn Kaczmarek   | KKW Lewica i Demokraci SLD+SDPL+PD+UP | 60 441  |
|                                                       | Hieronim Marszałek  | Polskie Stronnictwo Ludowe            | 55 425  |
|                                                       | Dariusz Strugała    | Polskie Stronnictwo Ludowe            | 51 899  |
|                                                       | Józef Popławski     | KKW Lewica i Demokraci SLD+SDPL+PD+UP | 46 971  |
|                                                       | Wacław Berus        | Samoobrona Rzeczpospolitej Polskiej   | 18 919  |
|                                                       | Sebastian Adamczyk  | Unia Polityki Realnej                 | 12 304  |
| Frekwencja: 50,91% Źródło: Państwowa Komisja Wyborcza |                     |                                       |         |